# Axel von Ambesser

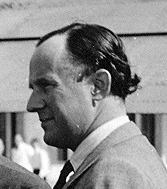
Axel v. Ambesser, 1950

Axel von Ambesser (eigentl. Axel Eugen Alexander von Oesterreich; * 22. Juni 1910 in Hamburg; † 6. September 1988 in München) war einer der bekanntesten deutschen Schauspieler, Filmregisseure und Autoren der Nachkriegszeit.

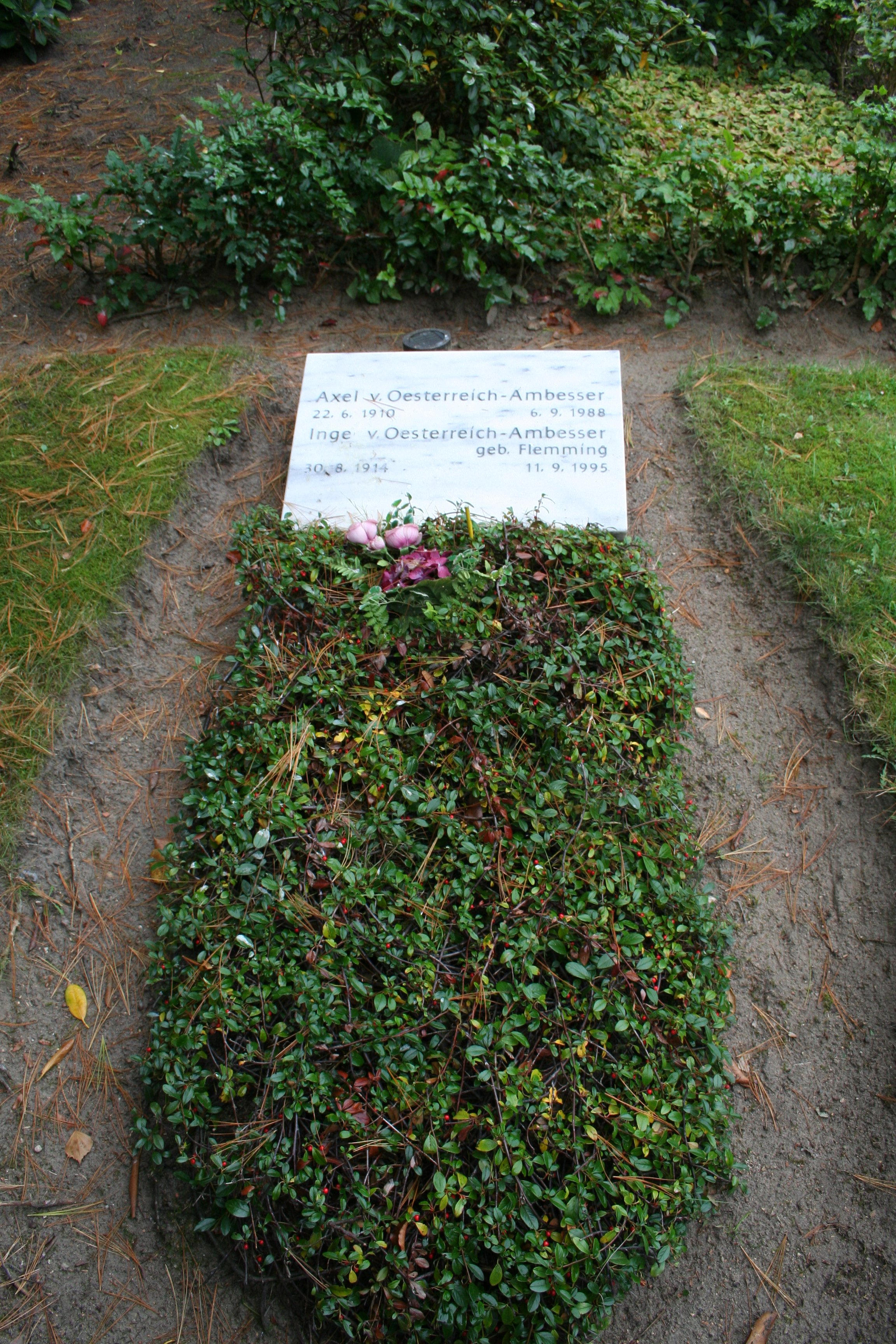
Grab Axel von Oesterreich-Ambessers, auf dem Alten Niendorfer Friedhof

## Leben
Axel von Ambesser wurde 1910 als Sohn des Import- und Exportkaufmanns Alexander Constantin von Oesterreich (1875–1949) und dessen Frau Marie Louise Pauline, geb. von Massow (1881–1953), einer Tochter des Generals Robert von Massow, in Hamburg geboren.
Seinen Künstlernamen „Axel von Ambesser“ wählte er auf Anraten seines Vaters, um bei alphabetischer Reihenfolge frühzeitig genannt zu werden. Ohne Schauspielausbildung erhielt er vom Intendanten Erich Ziegel ein Engagement an die Hamburger Kammerspiele und bekam, während er schon Theater spielte, Schauspielunterricht von Hans Stiebner und Maria Loja. In dieser Zeit schloss er sich auch dem Kollektiv der Hamburger Schauspieler an, das von seinen Freunden Gerhard Hinze und Hanuš Burger gegründet worden war.
In der Zeit des Dritten Reiches wirkte er in verschiedenen Theaterensembles mit. Als jugendlicher Held kam er ans Stadttheater Augsburg, danach an die Münchner Kammerspiele zu Otto Falckenberg für Rollen als Liebhaber und Charakterkomiker und bereits 1936 zu Heinz Hilpert ans Deutsche Theater nach Berlin. Während Hilperts Doppelintendanz spielte er am Theater in der Josefstadt in Wien. Gustaf Gründgens verpflichtete ihn schließlich an das Staatstheater Berlin. Daneben wirkte er als Schauspieler in verschiedenen Filmen mit, wie z. B. in Frauen sind keine Engel (1943). Ambesser wurde auf der Gottbegnadeten-Liste von Joseph Goebbels als für die Filmproduktion wichtiger Schauspieler aufgeführt.

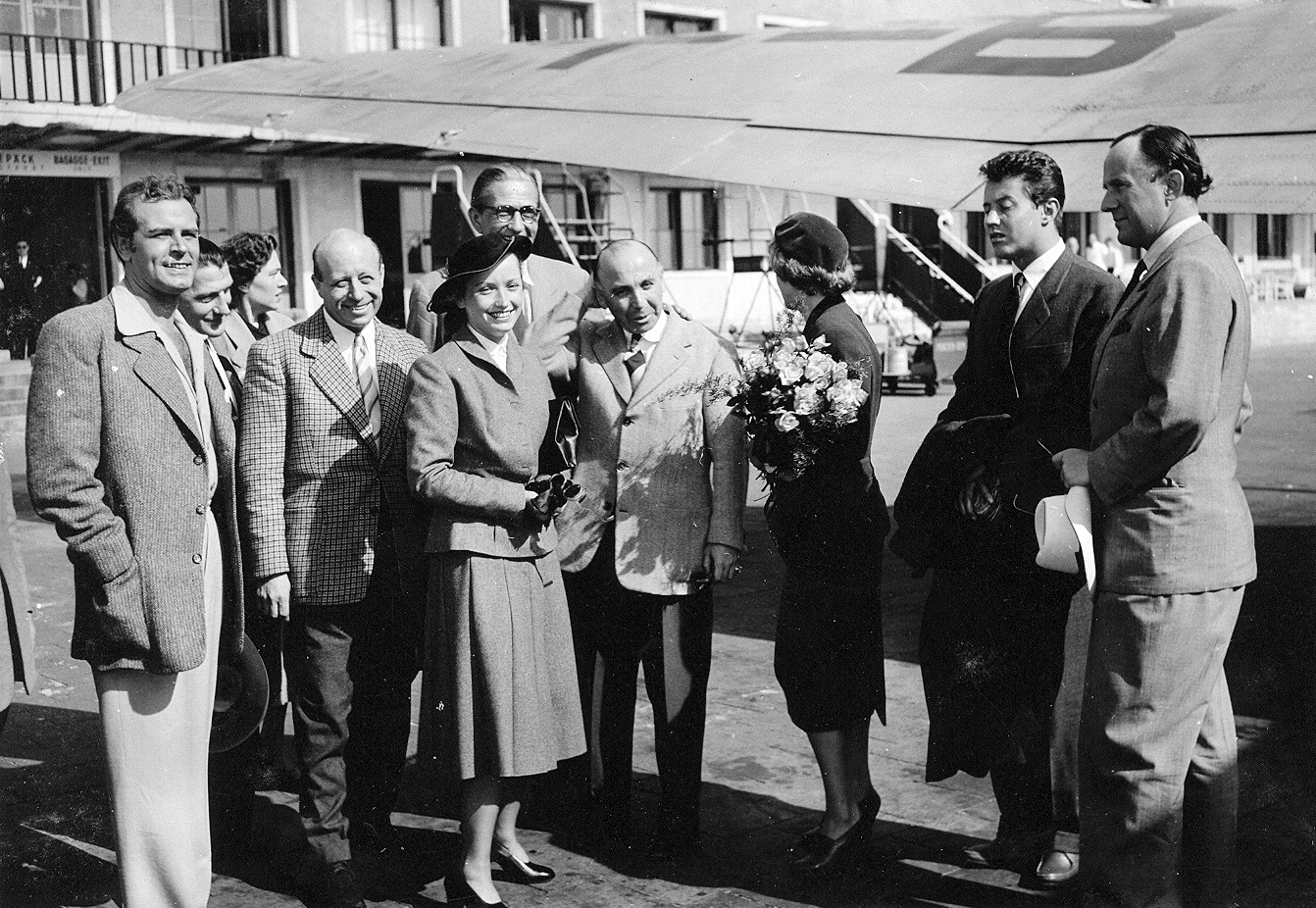
Axel v. Ambesser (rechts) mit Teil des Teams des Films Verträumte Tage und L’aiguille rouge, Flughafen München-Riem, 1950

Nach dem Zweiten Weltkrieg arbeitete Axel von Ambesser zunehmend auch als Autor für Bühne, Film und Fernsehen und das Nachkriegskabarett Die Schaubude in München, für das er auf Tournee auch viele Beiträge schrieb. Zudem betätigte er sich erfolgreich als Filmregisseur. Seine bekanntesten und erfolgreichsten Filme sind Der Pauker (1958) und Der brave Soldat Schwejk nach Jaroslav Hašek (1960) (beide mit Heinz Rühmann), von denen letzter in den USA einen Golden Globe als bester ausländischer Film erhielt; weiterhin Der Gauner und der liebe Gott (1960 mit Gert Fröbe), Kohlhiesels Töchter (1962 mit Liselotte Pulver) und der Pater-Brown-Film Er kann’s nicht lassen (1962), ebenfalls mit Heinz Rühmann. Während dieser Zeit war Axel von Ambesser auch als Schauspieler zu sehen, so in Gustav Adolfs Page als Wallenstein. Als Sprecher trat er in Es muss nicht immer Kaviar sein (1961 mit O. W. Fischer) oder als Synchronstimme von Charlie Chaplin in Monsieur Verdoux, für den er auch die deutsche Dialogfassung schrieb, in Erscheinung.
Für das Theater inszenierte er eigene Stücke wie Das Abgründige in Herrn Gerstenberg, Max Mahnke als Mensch, Begegnung im Herbst, Wie führe ich eine Ehe?, Omelette Surprise u. a. in Berlin, München, Hamburg, Köln, Düsseldorf, Frankfurt a. M. und Wien, in denen er daneben auch in Hauptrollen auftrat. In den Nachkriegsjahren war Axel von Ambesser der meistgespielte lebende deutschsprachige Autor noch vor Carl Zuckmayer und Bertolt Brecht. Seine letzten Bühnenrollen hatte er in der Uraufführung von Curth Flatows Romeo mit grauen Schläfen in München und als Kaiser Franz Joseph in Ralph Benatzkys Operette Im weißen Rößl am Wiener Raimundtheater.
In späteren Jahren war Ambesser auch häufig im Fernsehen zu sehen, u. a. in Begegnung im Herbst, Omelette surprise, Der Vorhang fällt, Großer Bahnhof, Alte Sünden rosten nicht und im Tatort – Annoncen-Mord. Kurz vor seinem Tod trat er 1988 für die Schwarzwaldklinik als „Landesgerichtsrat Eckner“ in der Folge Der alte Herr noch einmal vor die Kamera. Außerdem war er in der am 12. Juli 1988 im ARD-Programm ausgestrahlten 117. Ausgabe der Spielshow Die Montagsmaler, neben seiner Tochter Gwendolyn, ein letztes Mal in einer Fernsehsendung zu Gast.
1985 veröffentlichte er seine Autobiografie Nimm einen Namen mit A und 1987 den Roman Aber fragt mich nur nicht wie …
Axel von Ambesser war seit 1937 mit der Schauspielerin Inge von Oesterreich-Ambesser geb. Flemming (1914–1995) verheiratet. Seine Tochter Gwendolyn von Ambesser ist wie ihr Vater als Regisseurin, Autorin und Schauspielerin und darüber hinaus auch als Bühnenbildnerin tätig.
Axel von Ambesser wurde auf dem Alten Niendorfer Friedhof in Hamburg beigesetzt. Auf dem Grabstein steht sein eigentlicher Nachname v. Oesterreich. In München gibt es seit 1990 im Ortsteil Sendling die Axel-von-Ambesser-Straße.
Im April 2011 erschien unter dem Titel Schauspieler fasst man nicht an eine von seiner Tochter Gwendolyn geschriebene Biographie über Axel von Ambesser.
Sein umfangreicher schriftlicher Nachlass befindet sich im Archiv der Akademie der Künste in Berlin.

## Auszeichnungen und Ehrungen
- 1971: Bayerischer Verdienstorden
- 1975: Bundesverdienstkreuz am Bande
- 1976: Bundesverdienstkreuz 1. Klasse
- 1979: Nestroy-Ring der Stadt Wien
- 1981: Bayerischer Maximiliansorden für Wissenschaft und Kunst
- 1985: Filmband in Gold für langjähriges und hervorragendes Wirken im deutschen Film
- 1985: Großes Bundesverdienstkreuz

## Bücher
Biographie;
- Nimm einen Namen mit A. Ullstein, Frankfurt/M. 1988, ISBN 3-548-20904-1.

Roman;
- Aber fragt mich nur nicht, wie ... Roman. Ullstein, Frankfurt/M. 1990, ISBN 3-548-22280-3.

eigene Stücke;
- Die Globus AG zeigt: „Ein Künstlerleben“. Komödie. Verlag Ahn & Simrock, Hamburg 1939.
- Der Hut. Schwank in 3 Akten. Verlag Ahn & Simrock, Hamburg 1940.
- Wie führe ich eine Ehe? Kursus in 3 Akten. Verlag Ahn & Simrock, Hamburg 1940.
- Lebensmut zu hohen Preisen. Komödie. Verlag Ahn & Simrock, Hamburg 1943
- Das Abgründige in Herrn Gerstenberg. Desch Verlag, München 1946
- Der Fall der Witwe von Ephisus. Verlag Ahn & Simrock, Hamburg 1949.
- Mirakel im Müll oder wie man Arbeit vermeidet. Ein Lebensbild in 3 Akten. Verlag Ahn & Simrock, Hamburg 1959.
- Begegnung im Herbst. Komödie in 3 Akten. Desch Verlag, München 1967 (früherer Titel: Der Reisebegleiter).
- Max Mahnke als Mensch. Komödie in 3 Akten. Desch Verlag, München um 1973.
- Omelette surprise. Ein Spaß in 5 Akten. Verlag Ahn & Simrock, Hamburg 1979.
- Die Schule der Witwen. Phantastische Posse. Verlag Ahn & Simrock, Hamburg 1981.

bearbeitete Stücke;
- Lope de Vega: Tumult in Narrenhaus. Lustspiel in 3 Aufzügen („Los locos de Valencia“). Verlag Ahn & Simrock, Hamburg 1953.
- Joseph von Eichendorff: Die Freier. Lustspiel in 3 Aufzügen. Desch Verlag, München 1967.
- Brandon Thomas: Charleys Tante. Schwank in 3 Akten („Charley's aunt“). Verlag Ahn & Simrock, Hamburg 1950
- Eugène Marin Labiche: Der Florentinerhut. Posse in 5 Akten („Un chapeau de paille d'Italie“). Drei Masken Verlag, München 1965.
- Molière: Der eingebildete Kranke. 3 Akte mit Musik und Tanz („Le malade imaginaire“). Chronos-Verlag, Hamburg 1950.
- George Farquhar: Der Werbeoffizier. Komödie in 2 Akten („The recruiting officer“). Ahn & Simrock, München 1964 (zusammen mit Robert Gillner).

## Filmografie
- 1935: Der Gefangene des Königs
- 1938: Der Kampf um Anastasia (Kurzfilm)
- 1939: Ein hoffnungsloser Fall
- 1939: Salonwagen E 417
- 1939: Die unheimlichen Wünsche
- 1939: Eine kleine Nachtmusik
- 1940: Das Herz der Königin
- 1940: Traummusik
- 1941: Annelie
- 1941: Tanz mit dem Kaiser
- 1943: Frauen sind keine Engel
- 1943: Die kluge Marianne
- 1943: Karneval der Liebe
- 1944: Der Revisor nach Nicolai Gogol (Fernsehspiel)
- 1944: Der Mann, dem man den Namen stahl
- 1944/50: Verlobte Leute
- 1944/52: Das Mädchen Juanita
- 1948: Die seltsamen Abenteuer des Herrn Fridolin B.
- 1949: Verspieltes Leben
- 1949/50: Sie sind nicht mehr
- 1950: Drei Mädchen spinnen
- 1950: Verträumte Tage
- 1952: Der Mann in der Wanne
- 1952: Monsieur Verdoux (Synchronsprecher für Chaplin)
- 1952: Tanzende Sterne
- 1953: Drei, von denen man spricht (Glück muß man haben) (auch Drehbuch und Regie)
- 1954: Columbus entdeckt Krähwinkel (nur Autor)
- 1954: Und der Himmel lacht dazu (Bruder Martin) (nur Regie)
- 1955: Ihr erstes Rendezvous (nur Regie)
- 1956: Der Herr Ornifle von Jean Anouilh (WDR)
- 1956: Pygmalion von George Bernard Shaw (SWR)
- 1956: Wie führe ich eine Ehe? (SWR) (nur Autor)
- 1957: Die Freundin meines Mannes (auch Regie)
- 1957: Amphitryon (Molière) (SWR) (auch Regie)
- 1958: Der Pauker (nur Regie)
- 1958: Frau im besten Mannesalter (nur Regie)
- 1959: Die schöne Lügnerin (nur Regie)
- 1959: Bezaubernde Arabella (auch Regie)
- 1960: Der brave Soldat Schwejk (Regie und Moderation)
- 1960: Der Gauner und der liebe Gott (nur Regie)
- 1960: Gustav Adolfs Page
- 1961: Eine hübscher als die andere (nur Regie)
- 1961: Höllenangst von Johann Nestroy (ORF)
- 1962: Er kann’s nicht lassen (nur Regie)
- 1962: Der Firmling von Karl Valentin (BR)(nur Regie)

- 1962: Kohlhiesels Töchter (nur Regie)
- 1963: Frühstück im Doppelbett (Regie und Kommentar)
- 1963: Harlekinade von Terence Rattigan (ZDF)
- 1963: Es war mir ein Vergnügen
- 1964: Die fünfte Kolonne – Schattenspiele (ZDF)
- 1964: Das hab ich von Papa gelernt (auch Regie)
- 1964: Heirate mich, Chéri (Regie und Kommentator)
- 1965: Das Liebeskarussell (Episodenfilm, auch Regie)
- 1965: Die fromme Helene (auch Regie)
- 1966: Das Abgründige in Herrn Gerstenberg (ZDF) (auch Autor und Regie)
- 1967: Der Werbeoffizier (ZDF) (auch Regie)
- 1968: Haus Herzenstod von George Bernard Shaw (BR)
- 1970: Ardèle oder das Gänseblümchen von Jean Anouilh (ORF)
- 1971: Der erste Frühlingstag (BR) (nur Regie)
- 1971: Der fidele Bauer (ORF) (nur Regie)
- 1973: Tod auf der Themse (ZDF)
- 1974: Die schöne Helena, von Offenbach (ZDF) (Regie und Moderation)
- 1975: Hände gut, alles gut  (BR)  (nur Regie)
- 1976: Tatort: Annoncen-Mord (ORF)
- 1977: Begegnung im Herbst (ZDF) (auch Regie und Autor)
- 1980: Der Eisvogel (ZDF) (auch Regie)
- 1980: Die liebe Familie (ORF)
- 1981: Bring es mir bei, Celine  (ZDF) (nur Regie)
- 1982: Omelette Surprise (ORF) (auch Regie und Autor)
- 1983: Frau Juliane Winkler (WDR)
- 1983: Die Violette Mütze (ZDF)(nur Regie)
- 1983: Großer Bahnhof (ZDF)
- 1984: Ein idealer Gatte von Oscar Wilde (ORF)
- 1984: Alte Sünden rosten nicht (ZDF) (auch Regie)
- 1985: Aus familiären Gründen (ZDF) (nur Regie)
- 1986: Der Vorhang fällt (ORF) (auch Autor)
- 1986: Nie sollst Du mich befragen ...  (ZDF)
- 1988: Die Schwarzwaldklinik – Der alte Herr (ZDF)

## Hörspiele
- 1963: Herbert Asmodi: Die Harakiri-Serie – Regie: Hans-Dieter Schwarze (Kriminalhörspiel – BR/HR)

- 1969 John Wainwright: „Der Mörder der Emma Forcett“ – Regie: Otto Kurth

(Kriminalhörspiel – WDR)